# Brain (videojuego)
Brain es un videojuego arcade publicado por Sega en 1986.

## Descripción
Brain es un matamarcianos de movimiento horizontal desarrollado en el espacio profundo con una jugabilidad bastante exigente y con música y sonidos escalofriantes. El juego posee modos de jugabilidad diferentes: primero, el jugador debe volar una nave espacial y aterrizar en el planeta al final. Después de aterrizar, se toma control de un astronauta que debe hacerse camino a través de túneles y cavernas mientras rescata disquetes. Cada disco recuperado lleva al jugador un poco más cerca de desenmascarar un enemigo oculto. Hay ciertos ovnis y alienígenas de los que se puede obtener estos discos, sólo basta con mirar la demostración del juego para descubrirlos.